# Bahnhof Budapest-Kelenföld

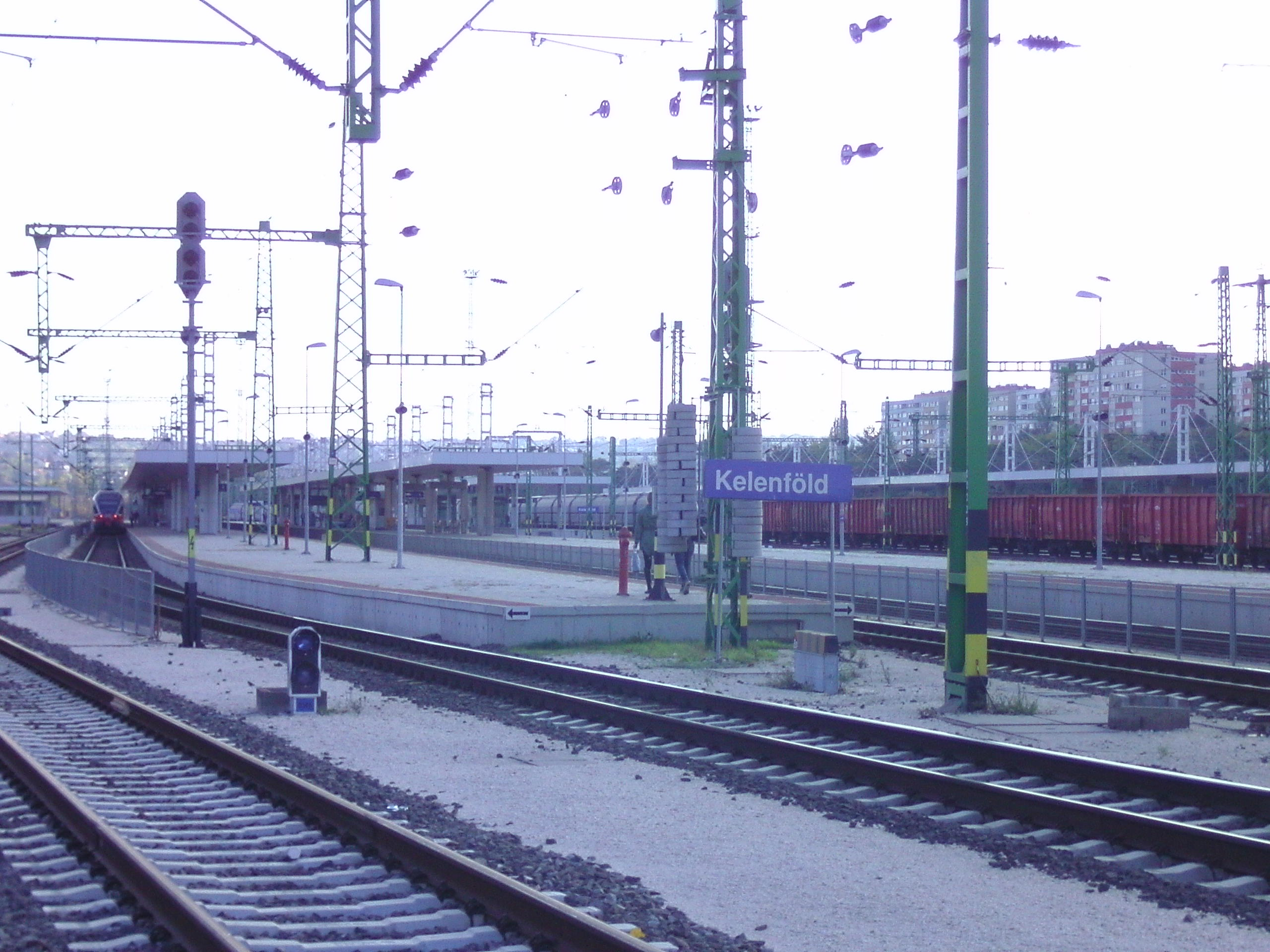
Bahnsteiganlagen, 2014

Der Bahnhof Budapest-Kelenföld ist nach Budapest-Keleti (Ostbahnhof), Budapest-Nyugati (Westbahnhof) und Budapest-Déli (Südbahnhof) der viertwichtigste Personenbahnhof der ungarischen Hauptstadt Budapest. Im Gegensatz zu den drei Kopfbahnhöfen wurde er nicht nach der Himmelsrichtung benannt, aus der der reguläre Zugverkehr eintraf, sondern nach dem Stadtteil, in dem er liegt.

## Lage
Der Bahnhof befindet sich am Etele tér im Stadtteil Kelenföld des XI. Bezirkes Újbuda. Direkt vor dem Bahnhof befinden sich die Endhaltestellen der Straßenbahnlinien 19 in Richtung Batthyány tér und 49 zum Deák Ferenc tér sowie die Endstation Kelenföld vasútállomás der U-Bahn-Linie M4. Mehrere Buslinien beginnen am Busbahnhof am Etele tér.

## Geschichte
1861 eröffnete die Südbahn-Gesellschaft den Budapester Südbahnhof, damals noch in der eigenständigen Stadt Buda. Er war der Endpunkt Strecke von Pragersko nach Buda, die durch das damalige Újbuda, das heutige Kelenföld, führte. Die staatliche ungarische Eisenbahngesellschaft MÁV betrieb indes ebenfalls eine Strecke nach Transdanubien. In seinem 1983 erschienen Werk Régi magyar vasútállomások schreibt Kubinszky, dass der Kelenfölder Bahnhof am Schnittpunkt dieser nach Transdanubien führenden Strecken der Südbahn-Gesellschaft und der MÁV erbaut wurde. Kubinszky gibt an, dass der Bahnhof 1877 fertiggestellt war. Der erste Empfangsgebäudebau des Kelenfölder Bahnhofs entsprach der MÁV-Hochbaunorm und wurde 1884 anlässlich des Lückenschlusses zwischen Kelenföld und Újszőny (heute Komárom) eröffnet; Gonda (1898) datiert diesen Lückenschluss auf den 16. Juni 1884.
Mit Fertigstellung der Eisenbahnverbindungsbrücke (Összekötő vasúti híd) über die Donau im Jahr 1877 konnten die Stadtteile Buda und Pest miteinander verbunden werden. 1882 folgte die Staatsbahnstrecke nach Szentlőrinc, welche zwischen Budapest-Kelenföld und Érd parallel zur bereits bestehenden Strecke nach Pragersko der privaten Südbahn-Gesellschaft gebaut wurde. 1884 kam der bereits erwähnte Lückenschluss des noch fehlenden Teilstückes bis Újszőny (heute Komárom) hinzu, der die Bahnstrecke Budapest–Hegyeshalom komplettierte und eine direkte Verbindung bis Wien ermöglichte.
Erzherzog Ladislaus Philipp von Österreich traf im Bahnhof Kelenföld 1895 nach seinem Jagdunfall in Arad ein, an dem er drei Tage später starb. Am Abend des 17. Oktober 1944 bestieg der ungarische Reichsverweser Admiral Miklós Horthy von Nagybánya im Bahnhof Kelenföld einen Sonderzug, der ihn nach Wien in deutsche Kriegsgefangenschaft führte.
In der Zeit seines Bestehens trug der Bahnhof bereits mehrere Namen:
- Újbuda
- Budapest-Kelenföld (bis 12. Dezember 2010)
- Kelenföld (bis 15. Dezember 2019)
- Budapest-Kelenföld

## Eisenbahnverkehr

### Strecken
Nördlich des Bahnhofes trennen sich die Strecken Pragersko–Budapest, welche durch den Gellértbergtunnel nach Budapest-Déli verläuft, und Budapest–Hegyeshalom, die über die Eisenbahnverbindungsbrücke nach Budapest-Keleti führt. Südlich teilen sich die Strecken in Richtung Hegyeshalom, Szentlőrinc und Pragersko in Slowenien.
Damit berühren folgende Kursbuchstrecken den Bahnhof:
- 1: Budapest–Hegyeshalom–Rajka
- 30a: Budapest–Székesfehérvár
- 40a: Budapest–Pusztaszabolcs

### Fernverkehr
Alle aus Richtung Westen kommenden Fernzüge halten an diesem Bahnhof, ebenso alle in Budapest-Déli beginnenden und die von Budapest-Keleti aus in Richtung Wien, Graz, Rijeka, Venedig, Zagreb oder Ljubljana fahrenden Reisezüge.
| Linie                  | Zuglauf | Zugpaare pro Tag           |
| ---------------------- | --- | -------------------------- |
| InterCity (Österreich) | Keszthely – Balatonszentgyörgy – Fonyód – Siófok – Székesfehérvár – Budapest-Kelenföld – Budapest-Déli                                                                                         | Sechs und ein weiterer Zug |
| InterCity (Österreich) | Budapest-Déli – Budapest-Kelenföld – Székesfehérvár – Siófok – Fonyód – Balatonszentgyörgy – Nagykanizsa                                                                                       | Sieben                     |
| InterCity (Österreich) | Koprivnica – Gyékényes – Nagykanizsa – Balatonszentgyörgy – Fonyód – Siófok – Székesfehérvár – Budapest-Kelenföld – Budapest-Déli                                                              | Eines                      |
| InterCity (Österreich) | Budapest-Déli – Budapest-Kelenföld – Székesfehérvár – Veszprém – Celldömölk – Szombathely | Sieben                     |
| InterCity (Österreich) | Budapest-Déli – Budapest-Kelenföld – Székesfehérvár – Veszprém – Ukk – Zalaegerszeg | Sechs und ein weiterer Zug |
| InterCity (Österreich) | Budapest-Déli – Budapest-Kelenföld – Székesfehérvár – Veszprém – Ukk – Zalaegerszeg – Hodoš – Celje – Zidani Most – Ljubljana                                                                  | Eines                      |
| InterCity (Österreich) | Budapest-Keleti – Budapest-Kelenföld – Tatabánya – Győr – Csorna – Sopron | Sieben                     |
| InterCity (Österreich) | Budapest-Keleti – Budapest-Kelenföld – Tatabánya – Győr – Csorna – Szombathely | Sechs                      |
| InterCity (Österreich) | Budapest-Keleti – Budapest-Kelenföld – Tatabánya – Győr – Csorna – Szombathely – Szentgotthárd                                                                                                 | Eines                      |
| InterCity (Österreich) | Budapest-Keleti – Budapest-Kelenföld – Tatabánya – Győr – Csorna – Szombathely – Szentgotthárd – Graz Hbf                                                                                      | Eines                      |
| InterCity (Österreich) | Győr – Tatabánya – Budapest-Kelenföld – Budapest-Keleti | Ein Zug                    |
| InterCity (Österreich) | Budapest-Keleti – Budapest-Kelenföld – Sárbogárd – Dombóvár – Szentlőrinc – Pécs | Acht                       |
| InterCity (Österreich) | Budapest-Keleti – Budapest-Kelenföld – Simontornya – Dombóvár – Kaposvár | Zwei                       |
| InterCity (Österreich) | Budapest-Keleti – Budapest-Kelenföld – Simontornya – Dombóvár – Kaposvár – Somogyszob – Gyékényes                                                                                              | Eines                      |
| D Gy 346/347           | București Nord – Braşov – Alba Iulia – Arad – Lőkösháza – Békéscsaba – Szolnok – Budapest-Keleti – Budapest-Kelenföld – Tatabánya – Győr – Mosonmagyaróvár – Hegyeshalom – Wien Hbf            | Eines                      |
| EC 143/146             | Wien Hbf – Hegyeshalom – Mosonmagyaróvár – Győr – Tatabánya – Budapest-Kelenföld – Budapest-Keleti – Szolnok – Püspökladány – Biharkeresztes – Oradea – Cluj Napoca                            | Eines                      |
| EC 140/149             | Záhony – Nyíregyháza – Debrecen – Püspökladány – Szolnok – Budapest-Keleti – Budapest-Kelenföld – Tatabánya – Győr – Mosonmagyaróvár – Hegyeshalom – Wien Hbf                                  | Eines                      |
| EuroCity               | Budapest-Keleti – Budapest-Kelenföld – Tatabánya – Győr – Mosonmagyaróvár – Hegyeshalom – Wien Hbf                                                                                             | Fünf *                     |
| EN 462/463             | Budapest-Keleti – Budapest-Kelenföld – Tatabánya – Győr – Mosonmagyaróvár – Hegyeshalom – Wien Hbf – Linz Hbf – Salzburg Hbf – München Hbf (Kurswagen ab Salzburg nach Zürich HB)              | Eines                      |
| Xpress                 | Budapest-Keleti – Budapest-Kelenföld – Tatabánya – Győr – Mosonmagyaróvár – Hegyeshalom – Wien Hbf – Linz Hbf – Salzburg Hbf – München Hbf                                                     | Vier                       |
| Xpress                 | Budapest-Keleti – Budapest-Kelenföld – Tatabánya – Győr – Mosonmagyaróvár – Hegyeshalom – Wien Hbf – Linz Hbf – Salzburg Hbf – München Hbf (– Stuttgart Hbf – Frankfurt (Main) Hbf)            | Eines                      |
| Xpress                 | Budapest-Keleti – Budapest-Kelenföld – Tatabánya – Győr – Mosonmagyaróvár – Hegyeshalom – Wien Hbf – Linz Hbf – Salzburg Hbf                                                                   | Eines                      |
| Xpress                 | Budapest-Keleti – Budapest-Kelenföld – Tatabánya – Győr – Mosonmagyaróvár – Hegyeshalom – Wien Hbf – Linz Hbf – Salzburg Hbf – Innsbruck Hbf – Landeck-Zams – Feldkirch – Buchs SG – Zürich HB | Eines                      |

Quellen: 